# Microregione di Conselheiro Lafaiete
Conselheiro Lafaiete è una microregione del Minas Gerais in Brasile, appartenente alla mesoregione di Metropolitana di Belo Horizonte.

## Comuni
È suddivisa in 12 comuni:
- Casa Grande
- Catas Altas da Noruega
- Congonhas
- Conselheiro Lafaiete
- Cristiano Otoni
- Desterro de Entre Rios
- Entre Rios de Minas
- Itaverava
- Ouro Branco
- Queluzito
- Santana dos Montes
- São Brás do Suaçuí